# Kopań (województwo zachodniopomorskie)
Kopań (do 1945 niem. Kopahn) – wieś w Polsce położona w województwie zachodniopomorskim, w powiecie sławieńskim, w gminie Darłowo.
Według danych z 28 września 2009 roku wieś miała 130 stałych mieszkańców.
W latach 1975–1998 miejscowość położona była w województwie koszalińskim.
Miejscowość ma nazwę o słowiańskim pochodzeniu, która oznacza pagórek albo wzgórze. Kopań leży na morenowym wzniesieniu z daleko sięgającą perspektywą widokową na Jezioro Kopań oraz Morze Bałtyckie. Kopań charakteryzował się budownictwem zagrodowym z XVIII/XIX w., które obecnie jest zastępowane przez współczesną architekturę.
W pobliżu wsi, na polach położonych w stronę miejscowości Cisowo znajduje się elektrownia wiatrowa.